# Suzanne Geyer
Suzanne Geyer (* 1945) ist eine deutsche Schauspielerin und Schauspiellehrerin.

## Leben
Suzanne Geyer erhielt ihre Schauspielausbildung, die sie mit dem staatlichen Schauspieldiplom abschloss, an der Akademie für Musik und Darstellende Kunst, Mozarteum Salzburg.
Sie hatte Theaterengagements u. a. am Schauspielhaus Bochum (1965), am Stadttheater Basel (dort u. a. in der Spielzeit 1964/65 in Graf Öderland, später dann 1974 als Charlotte Corday in Marat/Sade), am Stadttheater Baden-Baden (1968–1970; dort u. a. als Titania in Ein Sommernachtstraum), am Stadttheater Trier (1970; Titelrolle in Maria Stuart, Regie: Michael Haneke), am Theater Münster, am Düsseldorfer Schauspielhaus (1979; unter der Regie von Steven Berkoff), am Schauspielhaus Wien (1982; als Cäcilie in Stella, Regie: Michael Haneke) und am Volkstheater München (1986).
1980 gastierte sie bei den Gandersheimer Domfestspielen als Schöne Helena in den Troerinnen. 1982 wurde sie mit dem Roswitha-Ring der Gandersheimer Domfestspiele ausgezeichnet. Außerdem unternahm sie mehrere Theatertourneen, u. a. mit dem Edgar-Wallace-Stück Der Mann, der seinen Namen änderte (1971; mit Heinz Drache in der Hauptrolle), mit Moral von Ludwig Thoma (1973; mit Hermann Schomberg als Partner, Regie: Karl Vibach), als Stella in Endstation Sehnsucht (1974; mit Sonja Ziemann und Götz George als Partnern; Regie: Charles Regnier) und als Herzogin von Bolingbroke in Das Glas Wasser (1978; mit O. W. Fischer als Partner, Regie: Michael Haneke).
Seit Anfang der 1970er Jahre war Geyer auch für Film und Fernsehen tätig; wie am Theater arbeitete sie auch bei filmischen Aufgaben häufig mit Michael Haneke zusammen, der für zwölf Jahre auch ihr Lebensgefährte war. In der Literaturverfilmung Anton Sittinger (Bayerisches Fernsehen, 1979) spielte sie Anna, die Frau des Hauptmanns Schlicht. Sie wirkte in den 1980er Jahren in mehreren Tatort-Filmen mit; in der ZDF-Fernsehserie Regina auf den Stufen (1990) hatte sie eine durchgehende Serienrolle als Frau Beermann. In dem Fernsehfilm Das verletzte Lächeln (1996) des Ophüls-Preisträgers Andreas Gruber spielte sie die Mutter des Models Marlene (Natja Brunckhorst). Im Wilsberg-Krimi Mundtot (Erstausstrahlung: März 2014) war sie die Nachbarin in der Badewanne, die von Wilsberg und Talkötter als Zeugin befragt wird. In der ZDF-Krimireihe Schwarzach 23 spielte sie in dem Krimi Schwarzach 23 und die Jagd nach dem Mordsfinger (Erstausstrahlung: Oktober 2016) die Wirtin Biggi.
Geyer ist neben ihrer Schauspieltätigkeit seit 1991 auch als Schauspielpädagogin, als Schauspielcoach und Schauspiellehrerin tätig. Geyer unterrichtet u. a. Method Acting nach Susan Batson, bei der sie in New York studierte, und Archetypenlehre nach Varda Hasselmann. Seit dem Wintersemester 2002/03 ist sie Gastdozentin an der HFF München. Außerdem war sie 8 Jahre Dozentin an der Privatschule Schauspiel München unter dem damaligen Leiter und Gründer Hans Dieter Trayer. Geyer war u. a. Schauspielcoach von Leonie Benesch in Michael Hanekes Kinofilm Das weisse Band.
Sie lebt in München im Stadtteil Neuhausen-Nymphenburg.

## Filmografie (Auswahl)
- 1970: Komm nach Wien, ich zeig dir was! (Kinofilm)
- 1971: Ein Mordanschlag (Fernsehfilm)
- 1976: Sperrmüll (Fernsehfilm)
- 1979: Anton Sittinger (Fernsehfilm)
- 1980: Tatort: Der Zeuge (Fernsehreihe)
- 1982: Tatort: Das Mädchen auf der Treppe (Fernsehreihe)
- 1983: Variation – oder Daß es Utopien gibt, weiß ich selber! (Fernsehfilm)
- 1983: Tatort: Mord in der U-Bahn (Fernsehreihe)
- 1989: Tatort: Bier vom Faß (Fernsehreihe)
- 1989: Schalom, General (Kinofilm)
- 1990: Regina auf den Stufen (Fernsehserie, Serienrolle)
- 1991: Leise Schatten (Kinofilm)
- 1996: Das verletzte Lächeln (Fernsehfilm)
- 1999: Stadtklinik (Fernsehserie, Serienrolle)
- 2000: Die Motorrad-Cops – Hart am Limit (Fernsehserie, 15 Folgen)
- 2006: SOKO Kitzbühel: Tod einer Hexe (Fernsehserie, eine Folge)
- 2007: Das Zimmer im Spiegel (Kinofilm)
- 2011: SOKO München: Tod eines Sergeants (Fernsehserie, eine Folge)
- 2014: Wilsberg: Mundtot (Fernsehreihe)
- 2014: Winterkartoffelknödel (Kinofilm)
- 2016: Schwarzach 23 und die Jagd nach dem Mordsfinger (Fernsehfilm)
- 2019: Die Spezialisten – Im Namen der Opfer (Fernsehserie, eine Folge)